# Nikhil, mon frère
Pour plus de détails, voir Fiche technique et Distribution.
Nikhil, mon frère (My Brother… Nikhil) est un film indien réalisé par Onir et sorti en 2005. Il s'agit du premier film d'Onir. Le réalisateur y aborde les thèmes de l'homosexualité et du sida.

## Synopsis
L'action se passe à Goa, un petit État indien, une ancienne colonie portugaise, entre 1989 et 1994. Nikhil Kapoor est un champion de natation. Sa sœur aînée, Anamika, enseigne dans une école primaire et l'adore. Mais, il apprend qu'il a développé le sida et qu'il doit désormais vivre relégué et enfermé. En effet, les dispositions de Goa imposent l'arrestation des personnes séropositives. Tous ses proches se détournent de lui, excepté sa sœur et son compagnon Nigel.

## Fiche technique
- Titre : Nikhil, mon frère
- Titre original : My Brother… Nikhil
- Réalisation : Onir
- Scénario : Onir
- Musique : Viveck Philip
- Paroles des chansons : Amitabh Varma
- Photo : Arvind Kannabiran
- Producteurs : Sanjay Suri, Vicky Tejwani, Onir, Raj Kaushal
- Format : Couleurs - 35 mm - cinémascope
- Durée : 120 minutes
- Langue : hindi
- Lieu de tournage : Goa
- Date de sortie :  Inde : 25 mars 2005

## Distribution
- Sanjay Suri : Nikhil Kapoor
- Juhi Chawla : Anamika « Anu » Kapoor
- Victor Banerjee : Navin Kapoor
- Lillete Dubey : Anita Rosario Kapoor
- Dipannita Sharma : Leena Gomes
- Gautam Kapoor : Sam Fernandes
- Shayan Munshi : Kelly Menzes
- Shweta Kawatra : l'avocat Anjali Menzes
- Purab Kohli : Nigel De Costa
- Peeya Rai Chowdhary : Catherine

## Production
Onir conçoit l'idée du film en participant au montage d'un documentaire sur le nageur professionnel indien Dominic D'Souza, atteint par le VIH dans les années 1980, période pendant laquelle la loi indienne autorisait le placement des séropositifs en isolement dans des sanatoriums. Il décide de consacrer un film à ce sujet, mais en présentant les sujets de l'homosexualité et du sida sous l'angle de la vie quotidienne et des relations entre un séropositif et sa famille, et en respectant en surface les codes des films bollywoodiens (valeurs familiales, présence de chansons) afin de toucher un public plus large. Le film s'inscrit plus particulièrement dans le genre des multiplex movies, adressés aux classes moyennes urbaines, qui contiennent moins de chansons que les plus grosses productions de Bollywood et où les dialogues sont ponctués de phrases en anglais.
Contrairement à plusieurs précédents films évoquant l'homosexualité en Inde, comme Fire de Deepa Mehta en 1998 qui traitait de l'homosexualité féminine, My Brother... Nikhil ne suscite pas de controverse de la part des conservateurs et est même accepté sans problème par la censure, en partie parce que le film présente la relation entre les deux hommes sous l'angle des sentiments et ne contient ni baiser, ni scène de sexe explicite (ni pour le couple homosexuel, ni pour les couples hétérosexuels).

## Distinctions
Le film a reçu plusieurs récompenses. Il a été notamment primé au Festival gay et lesbien de Milan en juin 2006, et a remporté le Grand prix du Jury et le Prix du Public au Image+Nation Festival cinéma LGBT de Montréal.

## Sorties en vidéo
Le film a été édité en DVD en France en 2007 par Antiprod sous le titre Nikhil, mon frère. Le DVD comprend la version originale en hindi et une version française.